# Namala Guimba
Namala Guimba est une commune malienne de l'arrondissement de Djindia chef-lieu dans le cercle de Kita, et dans la nouvelle région de Kita. Elle a pour chef-lieu la localité de Namala.

## Villages
La commune s'étend sur 10 localités relevées lors du recensement général de 2009. 
Les villages les plus peuplés sont :
- Manakoto (4 126 habitants) ;
- Namala (2 150 habitants) ;
- Bangassikoto (1 569 habitants).